# Pseudodexia gui
Pseudodexia gui là một loài ruồi trong họ Tachinidae.